# Міжнародний офіс Нансена
Міжнародний офіс Нансена у справах біженців (фр. Office International Nansen pour les Réfugiés) — організація, яка була створена в 1930 році Лігою Націй і названа прізвищем Фрітьйофа Нансена, незабаром після його смерті, яка впродовж 1930—1939 років на міжнародному рівні відповідала за біженців з районів війни. Результатом роботи Офісу стала розробка паспорту Нансена, який дозволив особам без громадянства подорожувати між країнами. В 1938 році Офіс отримав Нобелівську премію миру.

## Історія

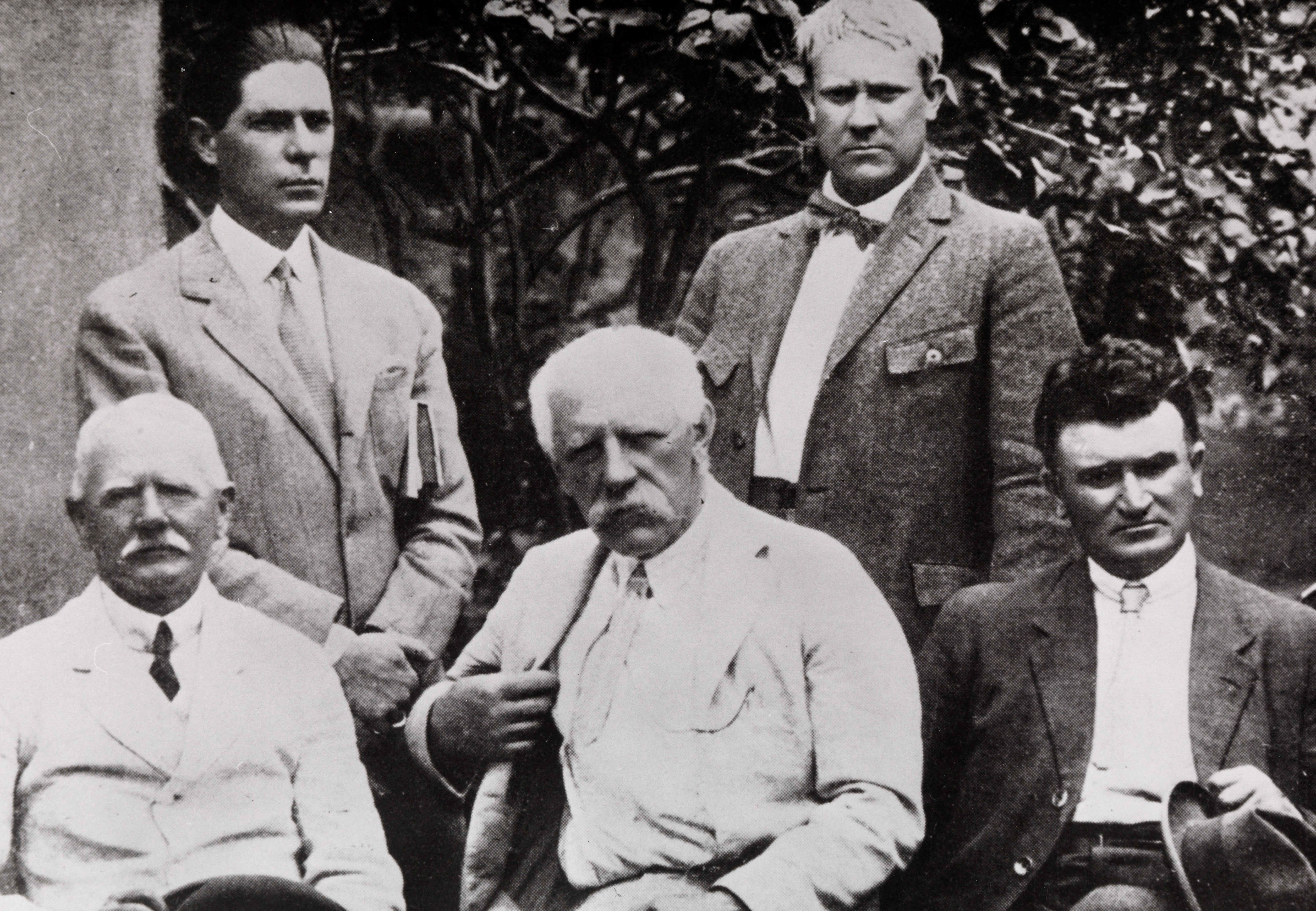
Вірменська комісія Ліги Націй. Зліва, на першому ряду — Г. Карле, Фрітьйоф Нансен та К. Е. Дюпуї. На задньому плані — Відкун Кіслінг (ліворуч) і Піо Ле Савіо (праворуч)

Міжнародний офіс Нансена у справах біженців був заснований у 1930 році Лігою Націй, незабаром після смерті його голови Фрітьйофа Нансена як свідчення продовження його успішної праці з міжнарожної допомоги біженцім. Таким чином, Офіс був наступником організації в Женеві, Швейцарія, заснованої Нансеном у 1921 році.
Організація мала на меті надавання матеріальної та політичної підтримки біженцям. Для біженців з Третього Рейху або від громадянської війни в Іспанії, допомога Нансена не застосовувалась, навіть коли багато країн відмовились прийняти їх.
Незважаючи на такі проблеми, Нобелівська премія миру присуджена Офісу у 1938 році за його роботу, але через його розпуск, призові фонди отримала новостворена організація у справах біженців Ліги Націй. Офіс було розпущено одночасно з тим, як Ліга розпустила Вищу комісію (створену 1933 року) через проблеми, пов'язані з німецькими біженцями після розпаду Третього рейху.

## Досягнення
За час свого існування Офіс Нансена виконував численні завдання. Одним з прикладів цього є те, що Офіс сприяв за прийняттяю чотирнадцятьма країнами Конвенції щодо біженців 1933 року.
Офіс Нансена допомагав знайти притулок в спеціально побудованих будинках у селах Сирії та Лівану для 40 тисяч вірмен після розселення ще 10 000 в Єревані. Офіс також відповідав за успішне вирішення проблеми біженців Саара в Парагваї після 1935 року.